# Next Manga Award
Next Manga Award (jap. 次にくるマンガ大賞 Tsugi ni kuru manga taishō) – coroczna nagroda magazynu Da Vinci i serwisu Niconico, przyznawana za najlepszą mangę. Jest ona podzielona na dwie kategorie: jedna dla mangi drukowanej, a druga dla mangi internetowej. 

## Przegląd
Nagroda została ustanowiona 6 października 2014 w ramach współpracy między magazynem Da Vinci firmy Kadokawa Corporation a serwisem Niconico. Nagroda podzielona jest na dwie kategorie: pierwsza dotyczy mang publikowanych w wydaniach drukowanych, a druga – mang wydawanych online. Aby seria kwalifikowała się, musi być wciąż wydawana i liczyć do pięciu tomów. Ostateczna decyzja podejmowana jest poprzez głosowanie fanów. Pierwotnie głosowanie było ograniczone wyłącznie do Japonii, jednak w 2021 roku uruchomiono anglojęzyczną wersję strony internetowej, a oddawanie głosów stało się możliwe poza granicami tego kraju. 

## Zwycięzcy
| Rok  | Manga drukowana                                                    | Manga internetowa                                                       | Źródło        |
| ---- | ------------------------------------------------------------------ | ----------------------------------------------------------------------- | ------------- |
| 2015 | My Hero Academia – Kōhei Horikoshi                                 | Wotakoi. Miłość jest trudna dla otaku – Fujita                          | [ 3 ] [ 4 ]   |
| 2016 | Sesuji wo pin! to: Shikakō kyōgi Dance-bu e yōkoso – Takuma Yokota | Tomo-chan wa onnanoko! – Fumita Yanagida                                | [ 5 ] [ 6 ]   |
| 2017 | Miłość to wojna – Aka Akasaka                                      | Uramichi onii-san – Gaku Kuze                                           | [ 7 ]         |
| 2018 | Niech śmierć nas rozdzieli – Asuka Konishi                         | Senpai ga uzai kōhai no hanashi – Shiro Manta                           | [ 8 ]         |
| 2019 | Zapiski zielarki – Itsuki Nanao, Natsu Hyūga i Nekokurage          | Spy × Family – Tatsuya Endō                                             | [ 9 ]         |
| 2020 | Undead Unluck – Yoshifumi Tozuka                                   | Czarne chmury w moim sercu – Norio Sakurai                              | [ 10 ] [ 11 ] |
| 2021 | Moja gwiazda – Aka Akasaka i Mengo Yokoyari                        | Kaiju No. 8 – Naoya Matsumoto                                           | [ 12 ]        |
| 2022 | Medalist – Tsurumaikada                                            | Paląc z tobą na tyłach sklepu – Jinushi                                 | [ 13 ]        |
| 2023 | Seitokai ni mo ana wa aru! – Muchimaro                             | Chłopak, który jej się spodobał wcale nie jest chłopakiem – Sumiko Arai | [ 14 ]        |
| 2024 | Kagurabachi – Takeru Hokazono                                      | Futsū no keion-bu – Kuwahali                                            | [ 15 ]        |